# Chamouille
Chamouille ist eine französische Gemeinde im Département Aisne in der Région Hauts-de-France (bis 2016: Picardie). Sie gehört zum Arrondissement Laon, zum Kanton Laon-2 und zum Gemeindeverband Laonnois. In der Gemeinde leben 270 Einwohner (Stand: 1. Januar 2022), die Chamouillois genannt werden.

## Geografie
Die Gemeinde Chamouille liegt im Höhenzug Chemin des Dames,  etwa 30 Kilometer nordwestlich von Reims am Lac d’Ailette, einem Stausee, durch den die Ailette fließt. Nachbargemeinden von Chamouille sind Monthenault im Nordwesten und Norden, Martigny-Courpierre im Norden und Nordosten, Neuville-sur-Ailette im Osten, Cerny-en-Laonnois im Süden sowie Pancy-Courtecon im Südwesten und Westen.

## Bevölkerungsentwicklung
| Jahr                       | 1962 | 1968 | 1975 | 1982 | 1990 | 1999 | 2006 | 2014 | 2021 |
| Einwohner                  | 144  | 128  | 142  | 153  | 147  | 204  | 234  | 288  | 270  |
| Quellen: Cassini und INSEE |      |      |      |      |      |      |      |      |      |

## Sehenswürdigkeiten

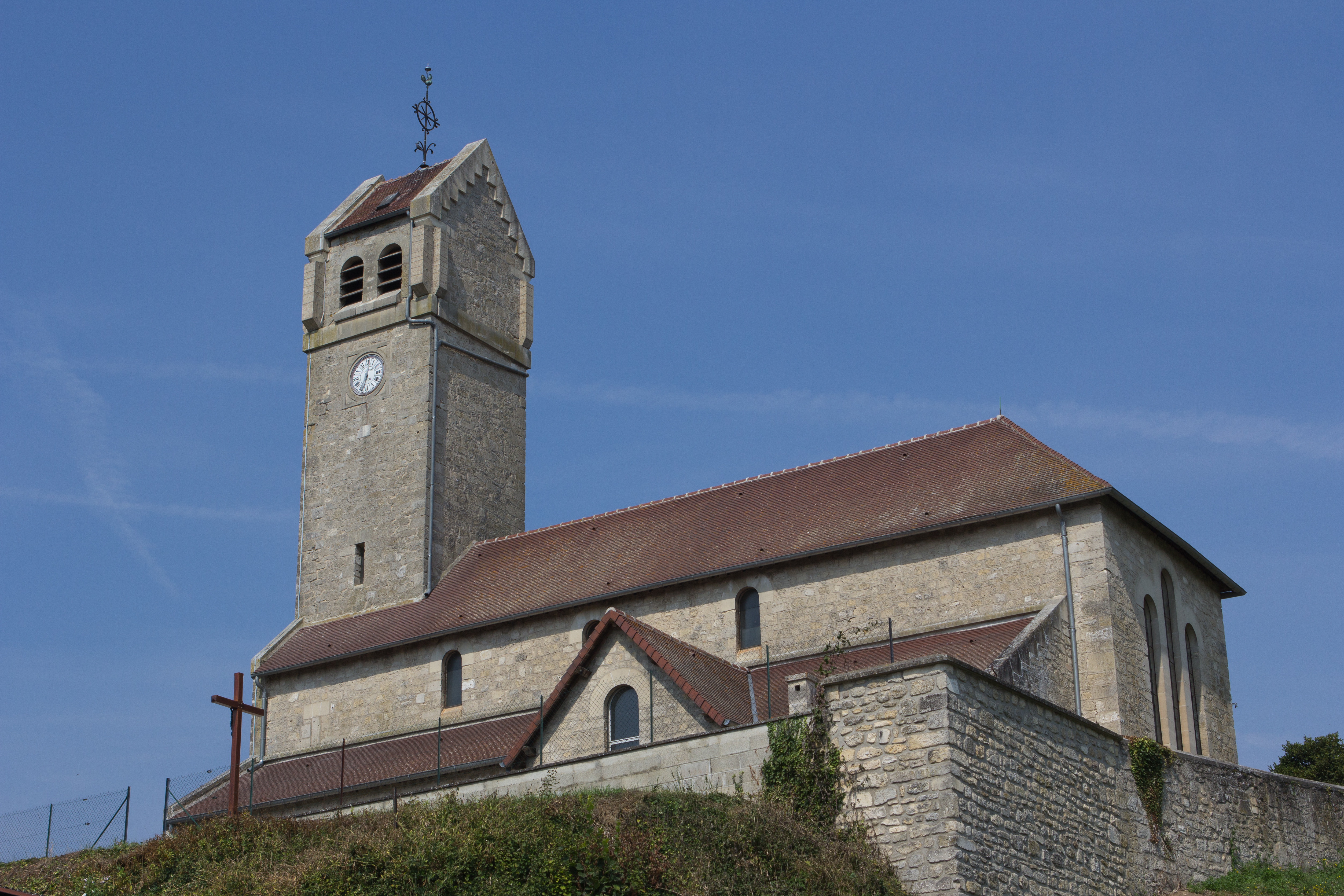
Kirche Saint-Martin
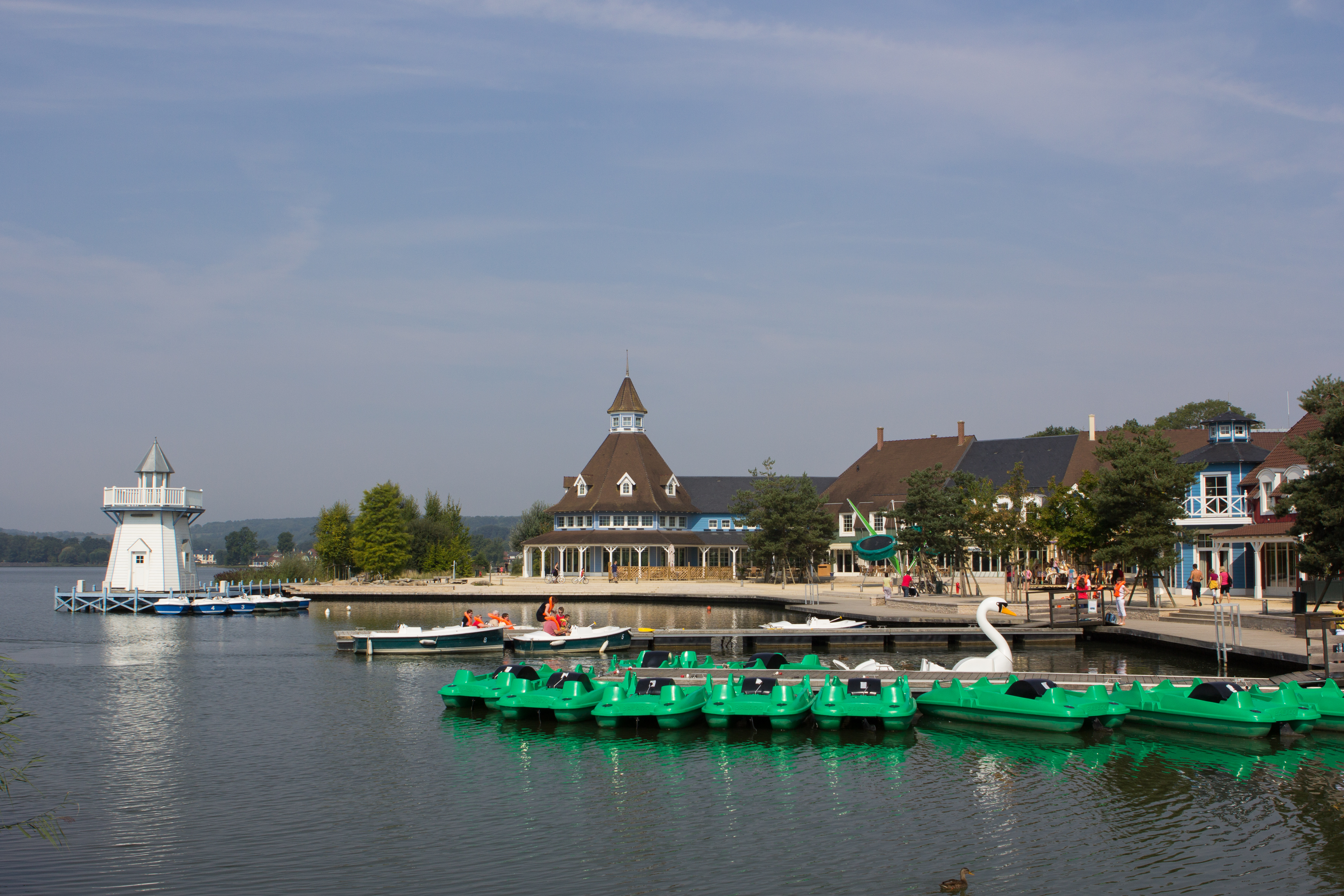
Center-Parc-Einrichtung am Lac d’Ailette

- Kirche Saint-Martin
- Center-Parc-Einrichtung am Lac d’Ailette